# Smbat IV Bagratouni
Smbat IV Bagratouni (en arménien Սմբատ Դ Բագրատունի ; mort en 616) est un marzban d'Hyrcanie de 595 à 602,, puis un marzban d'Arménie de 604 à 611 ou 616, de la famille des Bagratides.

## Biographie
Fils de l'aspet Manouel Bagratouni, c'est son oncle Achot Ier Bagratouni qui est aspet durant sa jeunesse. Durant celle-ci, l'empereur Maurice cherche à reprendre l'Arménie aux Perses et à transférer les populations arméniennes vers l'ouest de l'empire. L'empereur réclame ainsi deux mille cavaliers pour ses guerres en Europe, qui partent sous le commandement de Sahak Mamikonian et de Smbat Bagratouni. Le détachement de Smbat se mutine près de Trébizonde et les Byzantins arrêtent Smbat, l'emmènent à Constantinople et le livrent aux bêtes dans l'arène. Sébéos écrit qu'il maîtrise successivement un ours, un taureau puis un lion, et suscite l'enthousiasme de la foule, de sorte que l'empereur le gracie et le reconnait protocolairement comme son fils adoptif. Mais il tombe peu après en disgrâce, et l'empereur l'envoie combattre en Afrique, d'où il s'échappe et se réfugie à la cour de Perse.
En 595, Khosro II le nomme marzban d'Hyrcanie. Il se montre digne de la confiance impériale en matant une insurrection de tribus iraniennes. Il découvre également une colonie arménienne dans le Turkestan et lui fournit les prêtres dont elle manquait. Sa fidélité et ses succès valent les honneurs à sa famille, et son fils Varaz-Tiroç est nommé échanson royal. La guerre reprend entre la Perse et les hordes turques au Khorassan, et Smbat est envoyé les combattre avec succès, malgré une nette infériorité numérique.
Le roi perse lui décerne le qualificatif de « Joie de Chrosroès » (en 607), le titre de Bazmaïalth (« le Souvent Victorieux »), et le fait marzban d'Arménie, vers 604. En 604, à la mort de Movsès II, patriarche de l'Église arménienne, il tente de faire élire Abraham d'Aghbathank, évêque du Rechtouniq et anti-chalcédonien, mais le synode, dont plusieurs membres étaient acquis à la cause orthodoxe grecque, ne parvient pas à se mettre d'accord sur un successeur, et il fallut un second synode pour qu'Abraham soit élu le 30 avril 607. Sembat intervint durant le concile de Dvin pour empêcher les évêques persarméniens de se rallier à l'orthodoxie grecque.
Dans une note, René Grousset indique que « Sembat paraît avoir conservé ses fonctions jusqu'à sa mort en 616-617 », mais il indique par ailleurs deux marzbans d'Arménie pendant la même période, l'un de 611 à 613 (Chahrayanpet), l'autre en 613 (Pârsâyênpet).